# Platja La Presa
La Platja La Presa, també coneguda com a Platja de El Molín, forma part del Complex de Cobijeru. S'emmarca a les platges de la Costa oriental d'Astúries, també anomenada Costa Verda Asturiana. Aquest Complex, comprèn una extensió de 8,73 hectàrees, va ser declarat pel Decret 140/2001 Monument Natural el 5 de desembre de 2001 i inclòs en el Paisatge Protegit de la Costa Oriental d'Astúries.

## Descripció
Realment es tracta d'una depressió que dona lloc a una platja interior, que s'assembla més a una marisma que a una platja. La depressió es coneix com a platja de El Molín, a causa que en ella se situava un antic molí de marea. La platja s'ha format (com li ocorre a la propera Platja de Cobijero) en una dolina propera a la línia costanera amb unes galeries subterrànies que comuniquen el fons de la dolina amb el mar, fet que explica l'entrada d'aigua en la marea alta.